# George Orwell
Eric Arthur Blair (25 tháng 6 năm 1903 – 21 tháng 1 năm 1950), nổi tiếng với bút danh George Orwell, là một tác giả và phóng viên người Anh. Được biết đến như một tiểu thuyết gia, một nhà phê bình, một nhà bình luận về văn hóa, Orwell là một trong những ngòi bút tiếng Anh được hâm mộ nhất ở thế kỷ 20. Ông nổi danh nhờ 2 cuốn tiểu thuyết bài xích tính độc tài của nhà nước nói chung và chủ nghĩa Stalin nói riêng, được viết và xuất bản vào cuối đời: 1984 (Nineteen Eighty-Four) và Trại súc vật (Animal Farm).

## Tiểu sử

### Tuổi trẻ
Sinh ngày 25 tháng sáu 1903 tại Motihari, Bengal (bây giờ là Bihar), Ấn Độ, khi nó còn là một phần của Đế chế Anh dưới sự thống trị của nước Anh trong một gia đình người Anh. Cha ông, Richard Walmesley Blair, làm việc cho Ty nha phiến thuộc Sở Dân sự. Mẹ, Ida Mabel Blair (sinh tại Limouzin), đem ông về Anh khi ông lên 1. Ông không được gặp cha cho đến tận năm 1907 khi Richard về thăm Anh trong 3 tháng trước khi quay lại Ấn Độ. Ông có một người chị tên Marjorie, một người em gái tên Avril. Sau này ông miêu tả xuất thân gia đình mình thuộc "nhóm dưới của tầng lớp thượng - trung lưu".

### Học vấn
Lên 5, Blair được gửi vào một trường giáo xứ nhỏ thuộc giáo phái Anh tại Henley-on-Thames, nơi chị ông đã vào học trước đó. Ông không bao giờ viết hồi tưởng về thời gian đó, nhưng chắc là ông đã gây ấn tượng tốt với các thầy giáo nên 2 năm sau, ông được tiến cử đến hiệu trưởng của một trong những trường dự bị thành công nhất ở Anh vào thời đó (đó là trường St. Cyprian's School, Eastbourne, Sussex). Blair học ở St Cyprian's bằng học bổng mà cho phép cha mẹ ông chỉ phải đóng nửa chi phí. Nhiều năm sau này, ông hồi tưởng lại thời gian học ở St Cyprian's với sự oán giận trong bài viết "Such, Such Were the Joys". Tuy nhiên, trong thời gian học ở St Cyprian's, cậu bé Blair cũng đã thành công trong việc giành được học bổng vào cả hai trường Wellington và Eton.
Sau một học kỳ hoặc nửa ở Wellington, Blair chuyển qua Eton, nơi mà ông là học sinh được cấp học bổng của nhà vua từ năm 1917-1921. Sau này ông viết rằng, ông đã "tương đối hạnh phúc" tại Eton, nơi mà cho phép sinh viên của họ tương đối độc lập, nhưng ông cũng ngừng làm những công việc nghiêm túc sau khi tới đó. Phiếu thành tích học tập của ông tại Eton thì rất khác nhau, một vài cái thì đánh giá ông là một học sinh kém, trong khi những cái khác thì lại phê ngược lại. Rõ ràng là ông không được vài thầy giáo vừa ý, đó là những người ghét những gì mà họ xem là thiếu tôn trọng uy quyền của mình. Trong thời gian ở đây, Blair đã có những tình bạn trọn đời với một vài trí thức tương lai của Anh như Cyril Connolly, tổng biên tập tương lai của tạp chí Horizon, tờ tạp chí mà nhiều bài luận nổi tiếng của Orwell được đăng tải lần đầu.

### Miến Điện và những tác phẩm đầu tay
Sau khi Blair học xong tại Eton, gia đình ông không có tiền cho ông học đại học và ông cũng không có hy vọng giành được một học bổng, vì thế vào năm 1922 ông gia nhập Indian Imperial Police, phục vụ tại Katha và Moulmein ở Miến Điện. Ông trở nên chán ghét chủ nghĩa đế quốc, và khi ông quay lại Anh vào mùa hè năm 1927 ông quyết định từ chức và trở thành một nhà văn. Sau này ông đã sử dụng những kinh nghiệm có được tại Miến Điện cho tiểu thuyết Burmese Days (1934) và trong những tiểu luận như A Hanging (1931), và Shooting an Elephant (1936). Quay trở lại Anh ông đã viết cho Ruth Pitter, một người bạn thân của gia đình, và cô cùng một người bạn đã tìm thấy ông trong một căn phòng ở London, trên Phố Portobello (một tấm biển màu xanh hiện được treo trước cửa căn nhà này), nơi ông bắt đầu sáng tác. Chính từ đây một buổi chiều ông đã đi dạo tới Limehouse Causeway — theo dấu chân của Jack London — và trải qua đêm đầu tiên trong một nhà nghỉ bình dân, có lẽ là nhà trọ của George Levy. Trong một khoản thời gian ông thấy xa lạ tại chính tổ quốc mình, ăn mặc như những người lang thang và không hề nhượng bộ, và ghi lại những kinh nghiệm về cuộc sống của những người bần hàn trong tiểu luận đầu tiên được xuất bản của ông, 'The Spike', và ở nửa sau của Down and Out in Paris and London (1933).
Mùa xuân năm 1928, ông tới Paris, nơi thím Nellie đã sống và mất, hy vọng kiếm sống như một nhà văn tự do. Mùa thu năm 1929, do không thành công, ông buộc phải làm các công việc chân tay như rửa bát trong vài tuần, chủ yếu trong một khách sạn hạng sang (the Hotel X) trên phố Rivoli, mà sau này ông đã miêu tả lại trong cuốn sách đầu tiên của mình Down and Out in Paris and London, dù không có dấu hiệu cho thấy vào thời điểm ấy ông đã nghĩ tới cuốn sách.
Đau ốm và thất vọng, ông quay trở lại Anh năm 1929, dùng ngôi nhà của cha mẹ tại Southwold, Suffolk, làm địa điểm. Khi viết cái sau này sẽ trở thành cuốn Burmese Days, ông thường thực hiện những chuyến lang thang như một phần của cái hiện đã trở thành một dự án viết sách về những người nghèo khổ nhất trong xã hội. Cũng trong lúc ấy, ông trở thành người đóng góp thường xuyên cho tạp chí New Adelpi của John Middleton Murry.
Blair hoàn thành Down and Out năm 1932, và cuốn sách sớm được xuất bản đầu năm sau khi ông đang làm việc trong một thời gian ngắn như một giáo viên tại một trường tư tên là Frays College gần Hayes, Middlesex. Ông nhận công việc như một sự giải thoát khỏi cái nghèo đói khủng khiếp và cũng chính trong giai đoạn này ông đã có được người đại diện là Leonard Moore. Blair cũng lấy bút danh George Orwell ngay trước khi Down and Out được xuất bản. Trong một bức thư ngày 15 tháng 11 gửi Leonard Moore, người đại diện của mình, ông đã trao quyền chọn bút hiệu cho Moore và Victor Gollancz, người xuất bản. Bốn ngày sau, Blair viết cho Moore và đề xuất P. S. Burton, một cái tên ông đã sử dụng "khi đi lang thang," và đề xuất thêm ba cái tên khác: Kenneth Miles, George Orwell, và H. Lewis Allways.[6]
Orwell đã dựa vào công việc làm giáo viên và cuộc sống của mình tại Southwold cho tiểu thuyết A Clergyman's Daughter (1935), cuốn sách được ông viết trong ngôi nhà của cha mẹ năm 1934 sau khi tình trạng sức khỏe kém - và những lời hối thúc của cha mẹ - buộc ông phải ngừng dạy. Từ cuối năm 1934 tới đầu năm 1936 ông làm việc bán thời gian như một người trợ lý trong một tiệm sách cũ, Booklover's Corner, tại Hampstead. Sau khi đã có một cuộc sống cô đơn và hiu quạnh, ông muốn tham gia vào một cộng đồng những nhà văn trẻ tuổi, và Hampstead là nơi dành cho những trí thức, cũng như có nhiều có nhiều buồng cho thuê giá rẻ. Ông đưa những trải nghiệm của mình vào tiểu thuyết Keep the Aspidistra Flying (1936).

### Tác phẩm The Road to Wigan Pier
Đầu năm 1936, Victor Gollancz của nhà sách Left Book Club đặt hàng Orwell viết bài về sự nghèo khổ của giai cấp lao động trong các khu phố cùng khổ ở phía bắc nước Anh, xuất bản năm 1937 dưới tiêu đề The Road to Wigan Pier. Ông được đưa đến rất nhiều gia đình, nói đơn giản là để xem mọi người sống thế nào. Ông ghi chép lại nhiều điều, với sự cảm thông về tình trạng nhà cửa, tiền lương, và trong mấy ngày liền đến Thư viện Nhân dân để tham khảo các báo cáo về tình hình sức khỏe dân cư và các khu mỏ. Ông thực hiện công việc của mình như một điều tra viên xã hội thực thụ. Phần nửa đầu cuốn sách là các tư liệu về các hoạt động điều tra của ông khi đi thị sát Lancashire và Yorkshire, bắt đầu bằng các miêu tả sống động về công việc trong các mỏ than. Nửa sau cuốn sách là một bài luận dài, trong đó Orwell kể lại sự giáo dục của chính bản thân mình, sự phát triển lương tri chính trị, bao gồm cả sự lên án mạnh mẽ cái mà ông gọi là các thành phần vô trách nhiệm cánh hữu. Gollancz e ngại rằng nửa sau cuốn sách sẽ xúc phạm đến các độc giả của Left Book Club, nên để phần nào xoa dịu bớt đi, đã thêm vào lời nói đầu cho cuốn sách khi Orwell đang còn ở Tây Ban Nha.
Không lâu sau khi hoàn thành công việc nghiên cứu cho cuốn sách này, Orwell cưới cô Eileen O'Shaughnessy.

### Nội chiến Tây Ban Nhavà tiểu thuyếtHomage to Catalonia
Tháng 12 năm 1936, Orwell đi đến Tây Ban Nha để chiến đấu cho nền Cộng hòa chống lại cuộc nổi loạn của lực lượng phát xít do Francisco Franco cầm đầu. Trong một cuộc đàm thoại với Philip Mairet, biên tập viên của tờ New English Weekly, Orwell nói: 'Phải ngăn chặn chủ nghĩa phát xít' [Thư của Philip Mairet cho Ian Angus, ngày 9 tháng 1 năm 1964]. Với Orwell, quyền tự do và nền dân chủ đi liền với nhau, và cùng những thứ khác, bảo đảm tự do cho người nghệ sĩ; nền văn minh tư bản hiện hành bị tha hóa, nhưng chủ nghĩa phát xít là một thảm họa luân lý. John McNair (1887–1968) cũng cho biết, trong một cuộc đàm thoại với Orwell: 'Ông ấy nói rằng việc (viết cuốn sách) này chỉ là thứ yếu, và nguyên nhân chủ đạo khiến ông ấy đến Tây Ban Nha là để chiến đấu chống lại chủ nghĩa phát xít.' Ông đi một mình, vợ ông đến sau. Ông gia nhập nhóm Đảng Lao động Độc Lập, một nhóm chừng 25 người Anh, liên kết với lực lượng dân quân của Đảng Công nhân Liên minh Mac-xit (POUM - Partido Obrero de Unificación Marxista), một đảng chính trị cộng sản Tây Ban Nha của những người cách mạng liên minh với ILP. Lực lượng POUM, cùng với nhóm cấp tiến vô chính phủ-nghiệp đoàn CNT (lực lượng cánh tả chủ đạo ở Catalonia), tin tưởng rằng Franco chỉ có thể bị đánh bại nếu giai cấp lao động của nhà nước Cộng hòa tiến hành lật đổ chủ nghĩa tư bản — một chủ trương về cơ bản đi ngược lại chủ trương của Đảng Cộng sản Tây Ban Nha và đồng minh. Được viện trợ và vũ trang từ Liên Xô, muốn liên minh với các đảng phái tư sản để đánh bại Đảng dân tộc cực đoan. Trong những tháng kế tiếp kể từ tháng 7 năm 1936, diễn ra một cuộc cách mạng xã hội sâu sắc ở Catalonia, Aragon và các khu vực mà CNT mạnh. Orwell kể lại tinh thần cách mạng quân bình ở Barcelona với sự đồng cảm rõ rệt khi ông viết cuốn Homage to Catalonia.
Theo lời kể của ông, nhờ may mắn Orwell đã gia nhập POUM chứ không phải Lữ đoàn Quốc tế do những người Cộng sản chỉ đạo - nhưng những kinh nghiệm của ông, đặc biệt sự đào thoát phút cuối của vợ chồng ông khỏi cuộc thanh trừng Cộng sản ở Barcelona tháng 6 năm 1937, đã làm gia tăng mạnh mẽ tình cảm của ông dành cho POUM và khiến ông trở thành người chống Stalin trong suốt cả cuộc đời cũng như là người tin tưởng vững chắc vào cái mà ông gọi là chủ nghĩa xã hội dân chủ, có nghĩa là, chủ nghĩa xã hội kết hợp với tự do tranh luận và tự do bầu cử. Vì lí do này mà các tác phẩm của ông thường bị Mỹ và phương Tây dùng làm tuyên truyến chống Cộng do nhầm tưởng tư tưởng chống Stalin của ông, tuy nhiên Orwell đã luôn và là một người Xã Hội Chủ nghĩa cuồng nhiệt
Trong thời gian phục vụ quân sự, Orwell bị bắn xuyên qua cổ khiến ông suýt mất mạng. Ban đầu mọi người sợ rằng ông sẽ mất tiếng và giọng nói của ông sẽ chỉ còn là một lời thì thào đau đớn. Nhưng không phải vậy, dù vết thương quả có ảnh hưởng tới giọng của ông, khiến nó bị miêu tả như một "a strange, compelling quietness." [7] Ông đã viết trong Homage to Catalonia rằng mọi người thường nói với ông rằng ông đã quá may mắn khi sống sốt, nhưng ông nghĩ "sẽ may mắn hơn nếu ông còn chẳng hề bị thương."
Gia đình Orwell sau đó sống sáu tháng tại Maroc để ông bình phục vết thương, và trong giai đoạn này, ông đã viết cuốn tiểu thuyết trước chiến tranh cuối cùng của mình,

### Qua đời

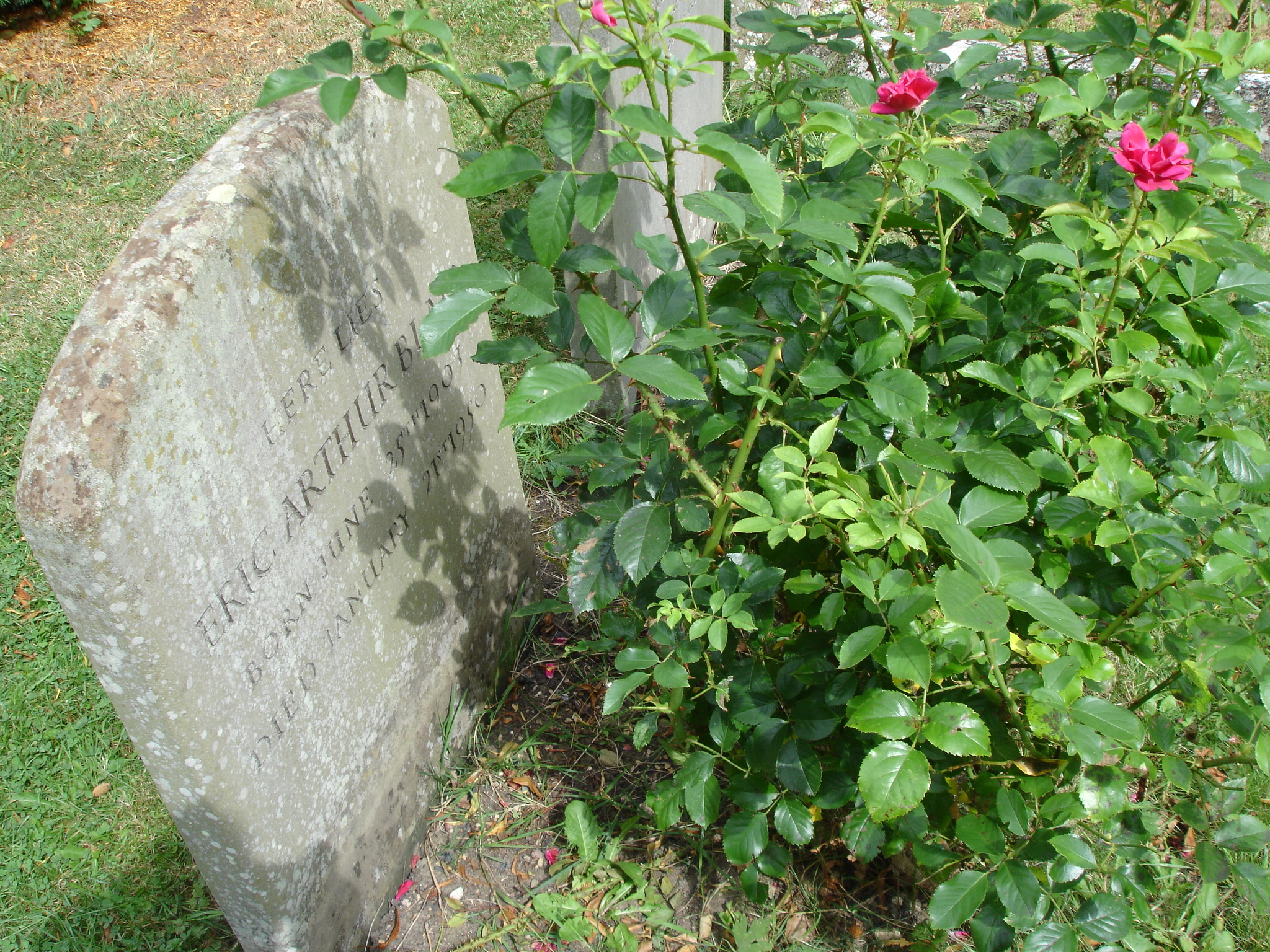
Mộ George Orwell

Orwell mất tại London ở tuổi 46 vì bệnh lao. Trong 3 năm cuối đời mình, ông đã phải vào viện nhiều lần. Trước khi mất, ông yêu cầu được chôn cất theo nghi lễ Anh giáo, nên ông được mai táng ở khu nghĩa địa nhà thờ All Saints tại Sutton Courtenay, Oxfordshire với dòng mộ chí đơn giản: "Nơi đây yên nghỉ Eric Arthur Blair, sinh 25 tháng 6 năm 1903, mất 21 tháng 1 năm 1950"; không một dòng nào trên mộ chí đề cập đến bút danh được nhiều người biết đến của ông. Ông muốn được chôn cất ở bất kỳ nghĩa địa nhà thờ nào gần nhất nơi ông mất, nhưng nghĩa địa ở trung tâm London không còn khoảnh nào trống cho ông. Lo ngại rằng thi hài ông có thể phải đem đi hỏa thiêu, trái với ước muốn của ông, vợ ông nhờ bạn bè của ông tìm giúp một nhà thờ có nghĩa địa còn chỗ. Bạn của ông là David Astor, sống tại Sutton Courtenay, thỏa thuận với cha xứ cho phép chôn cất ông tại đây, dù rằng ông không có mối liên hệ nào với làng này cả.
Con trai của Orwell, Richard Blair, được nuôi dưỡng bởi một người chú sau khi ông qua đời. Ông sống một cuộc sống bình lặng, dù rằng thỉnh thoảng ông cũng trả lời phỏng vấn về vài kỷ niệm mà ông còn lưu giữ được về người cha. Ông Blair trong nhiều năm là nhân viên nông nghiệp cho chính phủ Anh.

## Các tác phẩm
- Down and Out in Paris and London (1933) —
- Burmese Days (1934) —
- A Clergyman's Daughter (1935) —
- Keep the Aspidistra Flying (1936) —
- The Road to Wigan Pier (1937) —
- Catalonia - Tình yêu của tôi (1938) —
- Coming Up for Air (1939) —
- Trại súc vật (1945) —
- Một chín tám tư (1949) —